# Konwój PQ-17
PQ-17 – konwój arktyczny z okresu II wojny światowej, przewożący materiały wojenne z Wielkiej Brytanii, Kanady i USA do Związku Radzieckiego. Konwój PQ-17 wypłynął pod koniec czerwca 1942 i poniósł najcięższe straty ze wszystkich konwojów kierowanych w ramach pomocy wojskowej Lend-Lease do portów północnej Rosji: Murmańska i Archangielska. Tylko 11 z 36 statków handlowych dopłynęło do celu.
W 1942 r. na północnych trasach konwojów straty od niemieckiego lotnictwa i U-Bootów ciągle wzrastały. W maju konwój PQ-16 stracił siedem statków. Następnym konwojem był PQ-17 – największy i o największej wartości konwój, jaki został sformowany podczas II wojny światowej. Wartość przewożonych towarów ocenia się na ponad 700 milionów ówczesnych dolarów. Niemcy, zachęceni sukcesem osiągniętym podczas zwalczania PQ-16, zwiększyli wysiłki w walce z kolejnymi konwojami. Działania przeciw konwojom do Archangielska i Murmańska zostały nazwane operacją Ruch Konia Szachowego (Unternehmen Rösselsprung).
27 czerwca 1942 36 statków handlowych wraz z eskortą wypłynęło z fiordu Hvalfjörður (Islandia) do Murmańska. Pierwsza grupa eskorty (EG1, bliska eskorta) pod dowództwem Jacka Broome’a składała się z 4 niszczycieli, 10 korwet lub uzbrojonych trałowców oraz dwóch jednostek przeciwlotniczych. W większej odległości bezpieczeństwo konwojowi zapewniała 1 Eskadra Krążowników (CS1) pod dowództwem kontradmirała Hamiltona, złożona z 4 krążowników i 4 niszczycieli. Dodatkową ochronę w odległości ok. 320 km stanowiły okręty Home Fleet: pancerniki HMS „Duke of York” i USS „Washington”, dwa krążowniki, osiem niszczycieli i lotniskowiec HMS „Victorious”. Droga konwoju biegła blisko Svalbardu, na północ od Wyspy Niedźwiedziej, przemierzając Morze Barentsa i wpływając na Morze Białe.
Jeden ze statków zaraz po opuszczeniu portu uległ uszkodzeniu i był zmuszony zawrócić. Inny, SS „Exford”, zawrócił po kolizji z górą lodową. Konwój został zauważony i śledzony przez niemiecki okręt podwodny U-456 zaraz po wyjściu na pełne morze. Od 2 lipca niemieckie lotnictwo Luftwaffe rozpoczęło wieczorne naloty. Pierwsze statki konwoju zatopione zostały 4 lipca: SS „Christopher Newport” trafiony i uszkodzony torpedą zrzuconą przez He-115 i ostatecznie dobity przez U-457 oraz SS „William Hooper” zatopiony torpedą zrzuconą przez He-115.
W nocy 4 lipca brytyjska Admiralicja otrzymała informacje o opuszczeniu portu w Trondheim przez niemieckie ciężkie okręty: „Tirpitz”, „Admiral Scheer”, „Admiral Hipper”. Ich celem było przechwycenie konwoju PQ-17. Pierwszy Lord Morski sir Dudley Pound wydał wówczas kontrowersyjny rozkaz zawrócenia eskorty do Wielkiej Brytanii i rozproszenia konwoju.

Mapa trasy konwoju PQ-17

Następnego dnia niemiecka flota morska otrzymała rozkaz wyjścia w morze, który wkrótce został odwołany. Tego samego dnia eskorta konwoju otrzymała rozkaz powrotu do Scapa Flow, w konwoju pozostały jedynie okręty najbliższej ochrony. Rozproszone statki handlowe stały się łatwym celem niemieckich okrętów podwodnych i lotnictwa. Dwanaście statków zostało zatopionych 5 lipca – sześć przez Luftwaffe i sześć przez cztery U-Booty.
6 lipca zostały zatopione kolejne dwa statki: SS „Pan Atlantic” przez Luftwaffe i SS „John Witherspoon” przez U-255. 7–8 lipca Niemcy zatopili 5 statków (w tym 2 storpedowane przez U-255). 9 lipca eskorta konwoju wycofała się na Morze Arktyczne, tego dnia żaden statek handlowy nie został zatopiony. Ostatnie straty zostały zadane konwojowi przez lotnictwo, 10 lipca zatopiono SS „Hoosier” i SS „El Capitan”. W sumie w wyniku działań wojennych konwój stracił 23 statki.
10 lipca dwa statki przybyły do portu w Archangielsku. Pozostałych 9 przypłynęło do Murmańska. Zostały zatopione statki o łącznej pojemności 142 500 BRT, zginęło 153 marynarzy, stracono 3350 przewożonych pojazdów mechanicznych, 200 bombowców, 430 czołgów i ok. 99 316 ton innych towarów. Dwa z powracających statków (w konwoju QP-14): SS „Silver Sword” i SS „Bellingham” zostały zatopione. Jeden z nich stał się kolejną ofiarą U-255.
Mimo radzieckich protestów następny konwój PQ-18 został odłożony aż do września. Licząca ponad 40 okrętów eskorta nie zapobiegła zatopieniu przez Niemców aż 13 statków handlowych. Następne konwoje zostały zawieszone do grudnia 1942 roku.